# Greatest Hits: God's Favorite Band
Greatest Hits: God's Favorite Band é o segundo álbum de maiores sucessos da banda de rock americana Green Day, lançado em 17 de novembro de 2017.

## Antecedentes
God's Favorite Band apresenta 20 sucessos anteriores do Green Day, bem como 2 novas músicas: uma nova versão da faixa "Ordinary World" da Revolution Radio, com a participação da cantora country Miranda Lambert, e uma música inédita intitulada "Back in the USA". O álbum inclui músicas de todos os álbuns de estúdio do Green Day, com exceção de 39/Smooth, ¡Dos! e ¡Tré!. 10 das faixas apareceram anteriormente no álbum de maiores sucessos do Green Day de 2001, International Superhits!. Embora tenha retornado ao seu papel anterior como guitarrista de turnê da banda, Jason White participou da gravação de "Back in the USA".

O título do álbum é uma referência a uma piada feita por Stephen Colbert durante a aparição da banda em 22 de março de 2017 no The Late Show, na qual Colbert brincou que o Green Day era "a banda favorita de Deus" ("God's Favorite Band"). A piada de Colbert foi em si uma referência a um comentário feito pelo baterista do Green Day, Tré Cool, no DVD da banda Bullet in a Bible de 2005, no qual Cool comentou que as nuvens de chuva sobre o local haviam se dissipado porque "Deus quer assistir sua banda favorita novamente.."
| Críticas profissionais | Críticas profissionais |
| Avaliações da crítica  | Avaliações da crítica  |
| Fonte                  | Avaliação              |
| ---------------------- | ---------------------- |
| Allmusic               | [ 5 ]                  |
| Loudersound            | [ 6 ]                  |
| Dead Press             | 7/10                   |

## Lista de faixas
Todas as músicas foram produzidas por Green Day e Rob Cavallo, exceto: "Know Your Enemy" e "21 Guns", que foram produzidas por Green Day e Butch Vig; "2000 Light Years Away", produzido por Green Day e Andy Ernst; e "Minority", "Warning", "Bang Bang", "Still Breathing", "Ordinary World" e "Back in the USA", que foram produzidos pelo Green Day.Todas as letras escritas por Billie Joe Armstrong, todas as músicas compostas por Green Day (Armstrong, Mike Dirnt, e Tré Cool) exceto onde indicado.
| N.º            | Título | Álbum                                         | Duração |  |
| 1.             | "2000 Light Years Away" (escrita por Green Day, Jesse Michaels, Pete Rypins e Dave "E.C." Henwood)                               | Kerplunk!, 1991                               | 2:25    |  |
| 2.             | "Longview" | Dookie, 1994                                  | 3:56    |  |
| 3.             | "Welcome to Paradise" | Dookie                                        | 3:45    |  |
| 4.             | "Basket Case" | Dookie                                        | 3:02    |  |
| 5.             | "When I Come Around" | Dookie                                        | 3:00    |  |
| 6.             | "She" | Dookie                                        | 2:15    |  |
| 7.             | "Brain Stew" | Insomniac, 1995                               | 3:14    |  |
| 8.             | "Hitchin' a Ride" | Nimrod, 1997                                  | 2:52    |  |
| 9.             | "Good Riddance (Time of Your Life)"                                                                                              | Nimrod                                        | 2:35    |  |
| 10.            | "Minority" | Warning, 2000                                 | 2:49    |  |
| 11.            | "Warning" | Warning                                       | 3:43    |  |
| 12.            | "American Idiot" | American Idiot, 2004                          | 2:56    |  |
| 13.            | "Holiday" | American Idiot                                | 3:52    |  |
| 14.            | "Boulevard of Broken Dreams" | American Idiot                                | 4:22    |  |
| 15.            | "Wake Me Up When September Ends"                                                                                                 | American Idiot                                | 4:45    |  |
| 16.            | "Know Your Enemy" | 21st Century Breakdown, 2009                  | 3:11    |  |
| 17.            | "21 Guns" | 21st Century Breakdown                        | 5:24    |  |
| 18.            | "Oh Love" | ¡Uno!, 2012                                   | 5:04    |  |
| 19.            | "Bang Bang" | Revolution Radio, 2016                        | 3:27    |  |
| 20.            | "Still Breathing" (música escrita por Green Day, Richard Parkhouse, Adam Slack, Luke Spiller, George Tizzard e Joshua Wilkinson) | Revolution Radio                              | 3:45    |  |
| 21.            | "Ordinary World" (escrita por Billie Joe Armstrong; novo dueto com Miranda Lambert)                                              | Versão original lançada em "Revolution Radio" | 3:01    |  |
| 22.            | "Back in the USA" | Inédita                                       | 2:36    |  |
| Duração total: | Duração total: | Duração total:                                | 75:58   |  |

## Ficha técnica
Green Day
- Billie Joe Armstrong – vocais, guitarra elétrica e acústica, harmônica, piano
- Mike Dirnt – baixo, backing vocals
- Tré Cool – bateria, percussão, backing vocals, acordeão em "Minority"

Músicos adicionais
- Petra Haden – violino em "Hitchin' a Ride"
- Conan McCallum – violino em "Good Riddance (Time of Your Life)"
- Rob Cavallo – piano
- Jason Freese – piano
- Tom Kitt – arranjo de cordas para "21 Guns"
- David Campbell – arranjo de cordas para "Good Riddance (Time of Your Life)"
- Miranda Lambert - vocais em "Ordinary World"
- Jason White – guitarra em "Oh Love" e "Back in the USA"

Produção
- Dia Verde – produção
- Rob Cavallo – produção
- Butch Vig – produção
- Andy Ernst – produção, engenharia, mixagem
- Neill King – engenharia
- Exército Kevin – engenharia
- Ken Allardyce – engenharia
- Doug McKean – engenharia
- Chris Dugan – engenharia
- Jerry Finn – mixagem
- Chris Lord-Alge – mixagem
- Jack Joseph Puig – mixagem
- Andrew Scheps – mixagem
- John Golden – masterização
- Ted Jensen – masterização
- Eric Boulanger – masterização

## Gráficos
| Paradas (2017)                           | Pico |
| ---------------------------------------- | ---- |
| Austrália (ARIA)                         | 16   |
| Áustria (Ö3 Austria Top 40)              | 30   |
| Bélgica (Ultratop Flandres)              | 53   |
| Bélgica (Ultratop Valônia)               | 53   |
| Canadá (Billboard)                       | 37   |
| República Tcheca (ČNS IFPI)              | 28   |
| Países Baixos (Dutch Charts)             | 77   |
| Alemanha (Offizielle Deutsche Charts)    | 36   |
| Hungria (MAHASZ)                         | 22   |
| Irlanda (IRMA)                           | 17   |
| Italian Albums (FIMI)                    | 25   |
| New Zealand Albums (RMNZ)                | 21   |
| South Korean International Albums (Gaon) | 3    |
| Escócia (Official Scottish Albums)       | 23   |
| Spanish Albums (PROMUSICAE)              | 32   |
| Reino Unido (Official Albums Chart)      | 22   |
| Estados Unidos (Billboard 200)           | 39   |
| Estados Unidos (Top Rock Albums)         | 4    |

| Paradas (2018)                 | Posição |
| ------------------------------ | ------- |
| Australian Albums (ARIA)       | 92      |
| New Zealand Albums (RMNZ)      | 42      |
| US Top Rock Albums (Billboard) | 48      |

| Paradas (2019)           | Posição |
| ------------------------ | ------- |
| Australian Albums (ARIA) | 76      |

| Paradas (2020)                 | Posição |
| ------------------------------ | ------- |
| Australian Albums (ARIA)       | 60      |
| UK Albums (OCC)                | 85      |
| US Top Rock Albums (Billboard) | 59      |

| Paradas (2021)                 | Posição |
| ------------------------------ | ------- |
| Australian Albums (ARIA)       | 49      |
| UK Albums (OCC)                | 87      |
| US Top Rock Albums (Billboard) | 90      |

| Paradas (2022)           | Posição |
| ------------------------ | ------- |
| Australian Albums (ARIA) | 49      |
| UK Albums (OCC)          | 68      |

| Paradas (2023)           | Posição |
| ------------------------ | ------- |
| Australian Albums (ARIA) | 42      |
| UK Albums (OCC)          | 55      |

## Certificações
| Região                                                         | Certificação | Vendas   |
| -------------------------------------------------------------- | ------------ | -------- |
| Reino Unido (BPI)                                              | Platina      | 300,000‡ |
| ‡ Números de vendas+streaming baseados apenas na certificação. |              |          |